# Schuufke
Schuufke war ein deutsches Gewichtsmaß und galt in Emden. Das Maß war in der Torfgewinnung in Anwendung. Das Maß schwankte je Qualität und reichte bis zu 8 Last Emder Gewicht je ein Schuufke.
- 1 Schuufke = 3 bis 4 Last Torf